# Pepe Rubianes
José Rubianes Alegret (Villagarcía de Arosa, Pontevedra, 2 de septiembre de 1947 - Barcelona, 1 de marzo de 2009), más conocido como Pepe Rubianes, fue un actor, humorista y director español de teatro, especializado en mimo, imitaciones y monólogos. Fue uno de los artistas teatrales más comerciales de España. Se definía a sí mismo como «un actor galaico-catalán»:

Galaico porque nací en Galicia, aunque casi nunca he vivido allí, y catalán porque siempre he vivido en Cataluña, aunque nunca nací aquí.
Pepe Rubianes

## Orígenes
Aunque nació en Villagarcía de Arosa (Pontevedra) en 1947, llegó de pequeño a Cataluña, donde estudió, se formó y desarrolló toda su carrera profesional. Actuaba tanto en castellano como en catalán, aunque lo más frecuente es que lo hiciese en ambos idiomas a la vez, alternándolos improvisadamente, a la vez que incluso introducía alguna frase en gallego.  
Desde muy joven mostró su inclinación por la interpretación. Con tan sólo 16 años debutó en una obra de la ONCE pero se licenció en filosofía en la Universidad de Barcelona. Allí se familiarizó con los escenarios. Primero se unió al grupo Teatro Universitario de Cámara (T.U.C.). Posteriormente se integró en el Nuevo Grupo de Teatro Universitario (NGTU), dirigido por Frederic Roda, donde conoció a los integrantes de la futura compañía Dagoll Dagom, con la que colaboró en diversas ocasiones de su carrera. 
En 1970, y siendo todavía universitario, participó como actor de figuración con texto en Un enemigo del pueblo, de Henrik Ibsen, que se estrenó en el Teatro Calderón de Barcelona. Posteriormente participó en El café de la Marina de Josep Maria de Sagarra, que se estrenó en el Port de la Selva. También tuvo un papel en El mono piadoso, de José Ruibal.

## Salto al teatro profesional
En 1977, actuó en No hablaré en clase, la tercera obra de Dagoll Dagom. El éxito de esta obra le hizo plantearse (como al resto de miembros de la compañía), la posibilidad de dedicarse profesionalmente al teatro. Tomada esa decisión, en 1978 participó en la cuarta obra de Dagoll Dagom, Antaviana, un musical que se convirtió en todo un éxito de público y crítica. Rubianes participó en la gira del grupo por toda España, y en las actuaciones que hicieron en Francia, Italia y Suiza.
En 1981 formó parte del reparto de Operación Ubú de Els Joglars, representada en el Teatre Lliure, y que fue otro éxito.

## Rubianes solamente

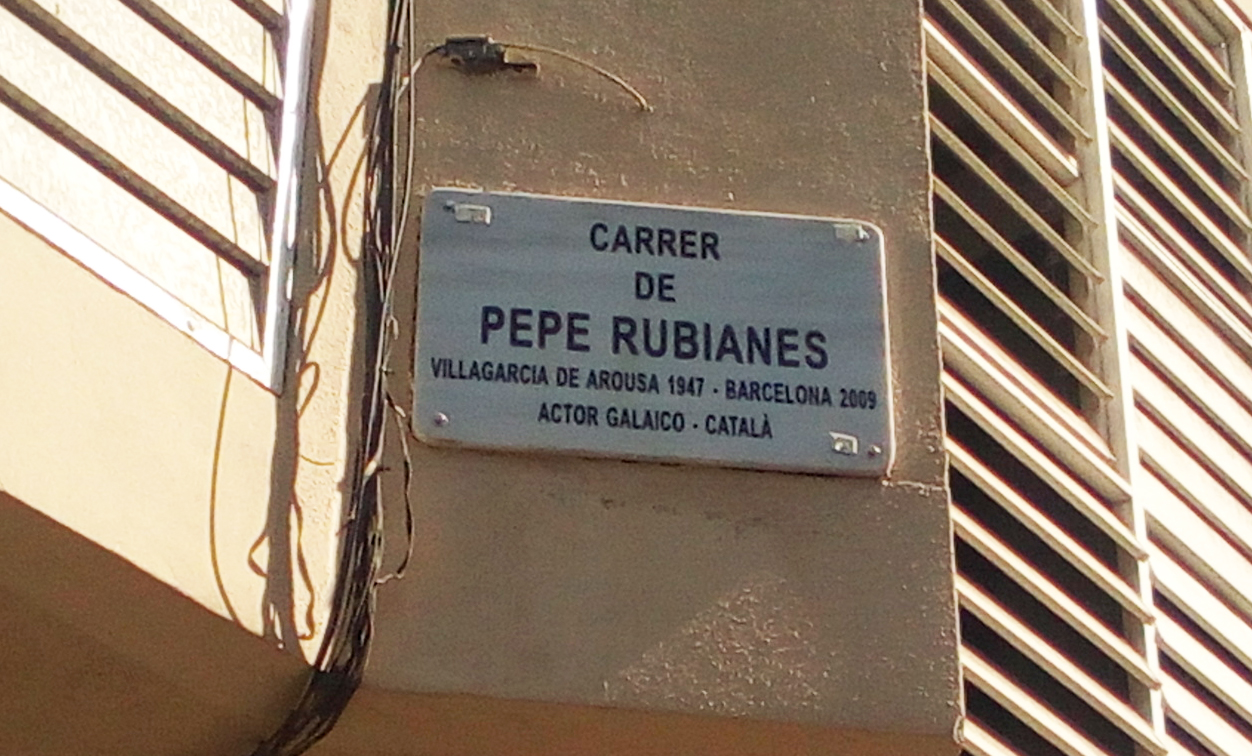
Calle de Pepe Rubianes, Barcelona

En 1981 Rubianes decidió emprender una carrera en solitario. Estrenó su espectáculo Pay-Pay, que representó durante tres años en diversas salas de Barcelona y otras ciudades españolas, y que lo llevó a actuar en solitario por Centroamérica: Cuba, México, Panamá, Costa Rica, Nicaragua y Guatemala.
En 1984 estrenó su segunda obra, Ño, representada en diversas ciudades de España, Argentina y Uruguay. En 1987 estrenó Sin palabras, y en 1988, En resumidas cuentas, antología de los mejores números de sus tres primeros espectáculos.
Rubianes acabó la década de 1980 con un gran prestigio, que amplió notablemente en la década siguiente, estrenando obras de un éxito rotundo como Ssscum! (1992) que lo situaron entre los monologuistas más reconocidos de España.
Además, en la década de 1990 se introdujo en nuevos medios como la radio, el cine y la televisión que le otorgaron una gran popularidad social. En este apartado destaca su participación como protagonista de la serie para televisión Makinavaja, adaptación de una conocida tira cómica del dibujante Ivá. Este trabajo le deparó cierta notoriedad que se mantuvo durante bastante tiempo en España. En 1995 estrenó en Barcelona su espectáculo Rubianes: 15 años, en el que reunió lo mejor de sus espectáculos en solitario desde 1980. En el año 1999 participó como entrevistado en el programa Malalts de Tele, de TV3 donde se consiguió el récord guiness a la entrevista más larga en televisión, de 8 horas y media de entrevista. Desde 1997 hasta 2006 representó su espectáculo más laureado llamado Rubianes, solamente del que se editó un CD de monólogos (Zamfonia, 1998) y posteriormente salió una edición en DVD en 2001.
Durante el 2006 dirigió la función Lorca eran todos. En enero de 2008 presentó  La sonrisa etíope.
En abril de 2008 le diagnosticaron un cáncer de pulmón, que lo mantuvo fuera de los escenarios, y que finalmente le ocasionó la muerte en la mañana del día 1 de marzo de 2009. Por deseo suyo, fue cremado y sus cenizas esparcidas en Cuba y África.

## Polémicas
Durante 2006, fue el protagonista de una intensa polémica por su intervención el 20 de enero de 2006 en el programa El Club de la televisión pública catalana TV3, en la que, respondiendo a una pregunta del presentador Albert Om sobre su actitud respecto a la unidad de España, replicó «a mí, la unidad de España me suda la polla por delante y por detrás, que se metan a España en el puto culo, a ver si les explota dentro y les quedan los huevos colgando del campanario», frases que usaba en su espectáculo "Rubianes solamente" pero refiriéndose al trabajo en lugar de a la unidad de España. Posteriormente, ante el revuelo causado por estas declaraciones, se disculpó públicamente y matizó que tales comentarios iban referidos a una determinada concepción de España:

...yo insulté a la España que mató a Lorca. Respeto a la España democrática y constitucional. Esta España me merece todos mis respetos y, además, pertenezco a ella...

 Además en su libro "Me Voy" señala que dicha expresión fue hecha en un tono cómico, una adaptación de parte del guion de su obra "Rubianes, solamente".
La Fundación por la Defensa de la Nación Española (DENAES) denunció a Rubianes por "ultrajes a España", denuncia que fue archivada en mayo de 2007. Sin embargo, en junio de 2008, el Juzgado de Instrucción de San Felíu de Llobregat decidió reabrir la causa acusando a Pepe Rubianes y el presentador Albert Om de "incitación al odio contra una parte de la población por motivos relativos a su origen nacional y ultrajes a España", y a TV3 como responsable subsidiaria. La causa fue archivada definitivamente para todas las partes en 2009.
La compañía de Rubianes fue contratada por el director del Teatro Español (de titularidad municipal), Mario Gas, para representar en Madrid la obra Lorca eran todos sobre el poeta y dramaturgo Federico García Lorca, dentro de un ciclo de homenaje al poeta granadino durante el mes de septiembre de 2006. Después de las protestas (e incluso amenazas, como narró la concejal de las Artes, Alicia Moreno) en contra de la representación en un teatro de titularidad pública, el actor decidió retirar de forma voluntaria su espectáculo a causa de, según sus palabras, el «agresivo ambiente» y «al efecto de liberar a sus gestores de la presión a que están siendo sometidos». El director del Teatro Español, Mario Gas, consideró dimitir por los hechos.
Un portavoz autonómico madrileño explicó: «Es impresentable e intolerable que el actor pretendiera con el dinero de todos beneficiarse de contrataciones en espacios públicos». Eso, dijo, «es inadmisible en una persona que se dedica a insultar a España y a los españoles».
El actor destacó que, hasta el momento, la presentación de la obra en distintas ciudades españolas no le había creado ningún problema y volvió a atribuir a una campaña de «la derecha más rancia» la situación creada en Madrid.
Rubianes, agradeció y aceptó la oferta que le había hecho CCOO para representar Lorca eran todos en el auditorio del sindicato, en Madrid.
Tras su muerte, el 2 de junio de 2010 el Tribunal Supremo confirmó una condena de 2007 de la Audiencia Provincial de Salamanca por vulnerar el derecho al honor del alcalde de Salamanca, Julián Lanzarote (PP). La condena aludía a unas declaraciones en contra de Lanzarote a raíz del traslado de "los papeles de Salamanca" del antiguo Archivo de la Guerra Civil a Cataluña.
El 8 de junio de 2010, 6 días después de dicha confirmación, el Supremo a petición del injuriado, anula la condena a Pepe Rubianes con las siguientes palabras: "la sala ha acordado la nulidad de su sentencia, que queda sin valor alguno, y ha absuelto a Rubianes de todas las peticiones formuladas contra él".

## Espectáculos propios
- 1983 Pay-Pay
- 1984 Ño
- 1987 Sin palabras
- 1988 En resumidas cuentas
- 1991 Por el amor de Dios
- 1992 Ssscum!
- 1995 Rubianes: 15 años
- 1997 Rubianes, solamente
- 2006 Lorca eran todos
- 2008 La sonrisa etíope

## Participación en otros espectáculos
- 1977 No hablaré en clase, de Dagoll Dagom.
- 1978 Antaviana de Dagoll Dagom.
- 1981 Operación Ubú de Els Joglars.

## Participación en cine
- 1979 - Por el imperio hacia Dios (cortometraje)
- 1979 - Salut i força al canut
- 1981 - La batalla del porro
- 1985 - Un parell d'ous
- 1987 - Barrios altos
- 1990 - Boom Boom
- 1992 - No et tallis ni un pèl
- 1993 - Cràpules
- 1995 - El perquè de tot plegat
- 1996 - La parabólica (cortometraje)
- 1997 - El crimen del cine Oriente

## Participación en series de televisión
- 1995-1997 - Makinavaja

## Premios y distinciones
- 1987. Premio Joanot i Racó de l'Arnau al Mejor Actor del Año.
- 1991. Premio Turia.
- 1996. Premio "Els Millors" al Mejor Actor por Rubianes 15 años.
- 1998. Premio "Les mil i una".
- 1998. Premio Especial de la Crítica por sus 15 años.
- 1999. Premio San Miguel del Patronato de la Fira de Teatre al Carrer de Tárrega en la Categoría de "Mejor Obra Representada en una sala" por Rubianes, solamente.
- 1999. Premio de Honor FAD Sebastià Gasch.
- 1999. Premio "Els Millors" al Mejor Espectáculo Teatral Rubianes, solamente.
- 2006. Premio Gato Perich por su trayectoria.